# Jeghward (Sjunik)
Jeghward – wieś w Armenii, w prowincji Sjunik. W 2011 roku liczyła 273 mieszkańców.